# Chã de Pedras
Chã de Pedras es una localidad caboverdiana del municipio de Ribeira Grande.

## Geografía
La localidad está situada en la isla de Santo Antão.

## Organización territorial
La localidad abarca los lugares y barrios de:
- Agriões
- Aguada
- Bento
- Borda de Agriões
- Chã de Baixo
- Chã de Pedras
- Chãzinha
- Fajã de Barreira
- Fonte Fresquinho
- Lagedinho
- Lombinho
- Lombo Bruno
- Lombo de Chã
- Lombo Sancha
- Pardinha
- Pia de Baixo
- Pia de Cima
- Ponta de Meradinha
- Tabuleiro
- Tebúzio
- Várzea de Pia